# 14872 Hoher List
14872 Hoher List eller 1990 UR är en asteroid i huvudbältet som upptäcktes den 23 oktober 1990 av den belgiske astronomen Eric W. Elst vid Hoher List-observatoriet. Den är uppkallad efter Hoher List-observatoriet.
Asteroiden har en diameter på ungefär 5 kilometer och den tillhör asteroidgruppen Nysa.